# 東一左右
東 一左右（ひがし いつそう、1845年2月18日（弘化2年1月12日） - 1914年（大正3年）11月22日）は、日本の政治家、衆議院議員（1期）。

## 経歴
鹿児島県出身。肝属郡高隈郷（後の高隈村、鹿屋市に編入）生まれ。薩摩藩校造士館で学ぶ。戸長、高隈村長、肝属郡会議員、同参事会員、鹿児島県会議員、同参事会員、所得税調査委員、鹿児島県教育会諮問委員、同授産学校常議員、高隈村農会長となる。
1904年の第9回衆議院議員総選挙において鹿児島県郡部から立憲政友会公認で立候補して当選した。衆議院議員を1期務め、1908年の第10回衆議院議員総選挙は不出馬。1914年に死去した。